# Vitpannad manakin
Vitpannad manakin (Lepidothrix serena) är en fågel i familjen manakiner inom ordningen tättingar.

## Utbredning och systematik
Fågeln förekommer i sydöstra Guyana, Surinam, Franska Guyana och norra Amazonområdet i Brasilien. Den behandlas som monotypisk, det vill säga att den inte delas in i några underarter.

## Status
IUCN kategoriserar arten som livskraftig.

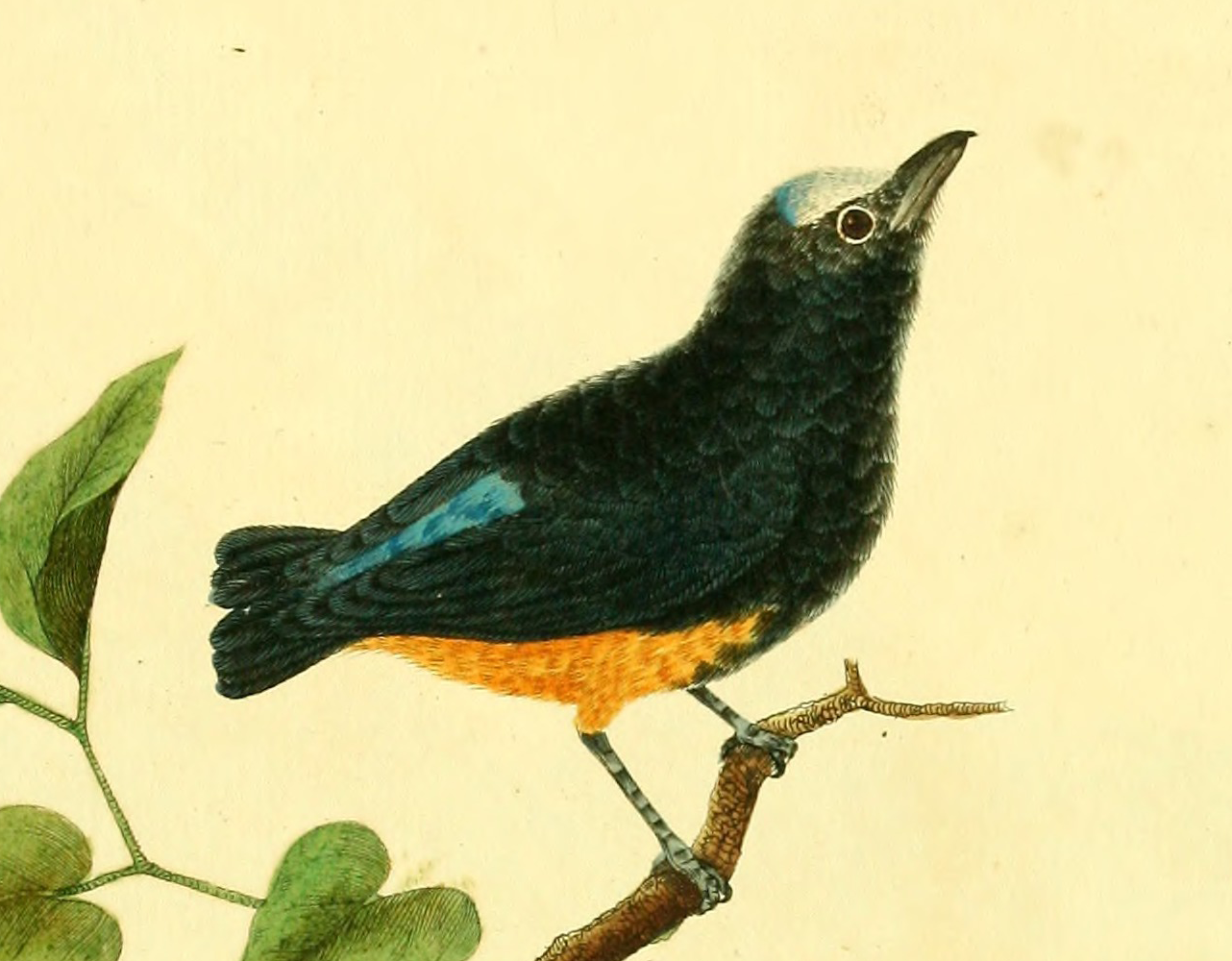